# Stare Miasto (Wrocław)
Stare Miasto is het kleinste en meest dichtbevolkte stadsdeel van Wrocław. Het is gelegen in het midden van de stad, aan de oever van de Oder. Het stadsdeel telde anno 2008 in totaal 54.602 inwoners. Sinds 8 maart 1990 heeft het geen eigen bestuursrecht meer.

## Wijken
- Stare Miasto
- Przedmieście Świdnickie
- Szczepin

Fabryczna · Krzyki · Psie Pole · Stare Miasto · Śródmieście